# Gerhard Klemm
Gerhard Klemm (* 12. Juni 1928; † 2011) war ein deutscher Geistlicher und Pastor im Bund Freikirchlicher Pfingstgemeinden sowie Musiker, Sänger und Liedermacher.

## Leben
Gerhard Klemm wurde als letztes von acht Kindern eines atheistischen Vaters und einer christlich eingestellten Mutter in Ostpreußen geboren. Während einer Haftstrafe erlebte er im Gefängnis eine persönliche Bekehrung zum christlichen Glauben. Nach einer Ausbildung am Theologischen Institut Stuttgart wurde er 1955 als Gemeindeleiter an die Freie Christengemeinde Elim in Bremen berufen. In den folgenden Jahren wurde Klemm zu einem der populärsten freikirchlichen Prediger Deutschlands. Er lehrte bis 1971 an der Bibelschule Beröa, gründete und leitete den Leuchter-Verlag und prägte evangelikales christliches Liedgut mit seinen Liedern. Er sang in diversen Musikgruppen wie The Sunrise Singers oder dem international in der pfingstlichen Kirche erfolgreichen Gospel-Quartett mit und leitete mehrere Chöre. Er gilt heute als einer der kreativen Pioniere christlicher Medienarbeit im Nachkriegsdeutschland.
Gerhard Klemm heiratete 1952 Gerda Schiller. Die beiden hatten drei Töchter und einen Sohn. Klemm verbrachte seinen aktiven Ruhestand in Kanada, wo er unter anderem die christliche Fernsehshow 100 Huntley Street moderierte. 1983 gründete er mit Media Vision ein ähnliches Medienwerk in Deutschland, das ein Jahr später unter seiner Moderation mit der Sendung Ein erfülltes Leben im Kabelpilotprojekt in Ludwigshafen am Rhein zu den Pionieren des deutschen Privatfunks gehörte. Das Medienwerk des BFP gehörte zu den Gründungsgesellschaftern von Eureka TV, wo Klemm die Talksendung bis zum Ende des Senders 1988 weiterführte. Er starb im Jahr 2011.

## Werke (Auswahl)

### Bekannte Lieder
- Sehnsucht (Jesus, du meine Sonne)
- Herrliche Stunden
- Ewigkeitsmorgen (Mañana)
- Pilger, wo ist deine Heimat
- Herrlicher Morgen (Zeichen der Zeit)
- Über Berge und Höhn
- Über Wolken weit

### Diskografie
- Grau ist der Tag. (Sela; Gerhard Klemm als Sprecher)
- Jesus liebt ja alle Kinder. (Sela; als Sprecher mit Kindern)
- Ich hebe meine Augen auf. (Sela; Single als Sprecher sowie mit Gospel-Quartett)
- Jesus kam und er kommt wider. (Sela; als Sprecher)
- Gute Nachricht für Sie. (Sela; Single mit The Sunrise Singers)
- Nur er ist das Leben. (Sela; Single mit The Sunrise Singers)
- Gott meint es gut mit dir. (Sela; LP mit The Sunrise Singers)
- The German Gospel Quartet. (Sela; LP mit Gospel-Quartett)
- Tag für Tag. (Sela; LP mit: The Gideons)